# ويهوي
ويهوي (بالصينية: 卫辉市) هي مدينة على مستوى مقاطعة، في الصين، تقع في شينشيانغ، بلغ عدد سكانها 495,744 نسمة وذلك حسب إحصائيات سنة 2010، تبلغ مساحتها 882 كيلومتر مربع، رمزها البريدي هو 453100.

## التقسيمات الإدارية
- Tangzhuang Town  [لغات أخرى]‏.